# Raghbir Singh Bhola
Raghbir Singh Bhola (Multan, 18 agosto 1927 – Nuova Delhi, 21 gennaio 2019) è stato un hockeista su prato indiano.

## Palmarès

### Olimpiadi
- 2 medaglie:
  - 1 oro (Melbourne 1956)
  - 1 argento (Roma 1960)